# Acrolophus trichosoma
Acrolophus trichosoma är en fjärilsart som beskrevs av John Hartley Durrant 1914. Acrolophus trichosoma ingår i släktet Acrolophus och familjen Acrolophidae. Inga underarter finns listade i Catalogue of Life.